# Квачала
Квачала (пол. Kwaczała) — село в Польщі, у гміні Альверня Хшановського повіту Малопольського воєводства.
Населення — 1842 особи (2011).
У 1975-1998 роках село належало до Краківського воєводства.

## Демографія
Демографічна структура станом на 31 березня 2011 року:
|          | Загалом | Допрацездатний вік | Працездатний вік | Постпрацездатний вік |
| -------- | ------- | ------------------ | ---------------- | -------------------- |
| Чоловіки | 900     | 160                | 623              | 117                  |
| Жінки    | 942     | 162                | 542              | 238                  |
| Разом    | 1842    | 322                | 1165             | 355                  |